# أكيمة أمامية
الأكيمة الأمامية (بالإنجليزية: Anterior colliculus)‏ هي الجزء الأمامي من الكعب الإنسي في الجزء البعيد لقصبة الساق و تُشكّل جزءا من نقرة الكاحل (بالإنجليزية: Ankle mortise)‏ ، وهي أكبر حجما من الأكيمة الخلفية.
ترتبط الأكيمة الأمامية بالرباط الإنسي للمفصل الكاحلي الساقي (بالإنجليزية:  anterior tibiotalar ligament)‏.